# Brachymenium revolutum
Brachymenium revolutum är en bladmossart som beskrevs av Brotherus 1894. Brachymenium revolutum ingår i släktet Brachymenium och familjen Bryaceae. Inga underarter finns listade i Catalogue of Life.